# Chiến dịch Bảo vệ Thịnh vượng
Chiến dịch Bảo vệ Thịnh vượng (tiếng Anh: Operation Prosperity Guardian) là mật danh của chiến dịch quân sự do một liên minh đa quốc gia được Hoa Kỳ lãnh đạo tiến hành nhằm đáp trả các cuộc tấn công của Houthis vào hoạt động vận chuyển hàng hải ở Biển Đỏ.